# Giovanni Magrassi
Eliseo Giovanni Magrassi (n. 4 martie 1891, Livorno, Italia – d. 24 iulie 1969, Grosseto, Toscana, Italia) a fost un politician și avocat italian, deputat al Adunării Constituante a Italiei.